# Postdramatisch theater
Postdramatisch theater is een term die gevestigd is door de Duitse theaterwetenschapper Hans-Thies Lehmann. Met de term heeft Lehmann in zijn boek Postdramatisches Theater de ontwikkeling beschreven van het theater dat aan het eind van de twintigste eeuw steeds meer terrein begon te winnen. Ondanks het feit dat het boek wordt aangekondigd als het langverwachte panoramische overzicht van de nieuwste theaterontwikkelingen van de laatste decennia, is Lehmann duidelijk over de grenzen van zijn studie. Het is niet de bedoeling een inventaris te maken maar in de eerste plaats een 'esthetische logica' van het nieuwste theater te formuleren. Aan de hand van talrijke voorbeelden uit het internationale theatercircuit brengt Lehmann de belangrijkste namen, gezelschappen, organisaties en expressiemiddelen in kaart van wat hij postdramatisch theater noemt.
Het postdramatische theater dat zich ontwikkelt sinds eind jaren 1960 omschrijft Lehmann door te wijzen op de verschillen met de klassieke dramatische esthetiek van het aristotelische theater. In het postdramatische theater staat de tekst niet langer centraal maar wordt het een perifeer element naast andere niet-tekstuele elementen zoals het lichaam (danstheater), het beeld (nieuwe media), geluid (muziektheater), … die deel uitmaken van het scenische gebeuren. Het woord wordt er net als het beeld, het lichaam en het geluid, gezien als een teken. De onderlinge verbondenheid van deze tekens creëert in eerste instantie een zintuiglijke gebeurtenis voor de toeschouwer. Deze zintuiglijke belevenis van het hele gebeuren - dus ook van de tekst - staat boven het 'begrijpen', 'het betekenis geven aan' en het 'cognitief herkennen van' het gebeuren.
Postdramatisches Theater is een poging om de overvloed aan zintuiglijke prikkels die op de theatertoeschouwer worden afgestuurd, in concepten op te vangen en te ordenen. De Franse theaterwetenschapper Patrice Pavis verwijst naar een cruciaal moment in het ruimteonderzoek wanneer hij de belangrijkste omwenteling binnen het moderne theater 'le retournement copernicien de la scène' noemt: "la scène et tout ce qu'on peut y opérer sont promus au rang d'organisateur suprême du sens de représentation." Het is niet langer het woord dat de betekenis van de scène organiseert en beheerst, maar de materialiteit van de scène zelf die de meester maakt van het theatrale discours. De tekst krijgt pas betekenis in de concrete, fysieke enscenering: het is niet langer de voorstelling die rond de tekst draait, maar de tekst draait rond de voorstelling. Er doet zich een heuse verschuiving voor in het mens- en wereldbeeld, een paradigmawissel. Het tijdperk van de tekst is in zijn eindfase geraakt. Het lezen van een literaire tekst is voor Lehmann het oerbeeld van een bepaald begrijpen van de mens en de wereld, dat nu overgaat in een ander begrijpen dat bepaald wordt door de snelle ontwikkelingen van de beeldcultuur en de mediatechnologieën. Een lineair-successieve 'diepe' lectuur, die een oorzaak-gevolg-relatie impliceert, wordt vervangen door een 'oppervlakkige' simultane en multiperspectivische lectuur, die gekenmerkt wordt door nevenschikking en non-hiërarchie.

## Szondi en Brecht
Lehmanns studie is een uitwerking van en een kritiek op Peter Szondi's invloedrijke Theorie des modernen Dramas: 1880-1950 uit 1956. Szondi stelt dat het moderne drama ontstaan is in de Renaissance na het verval van het middeleeuwse mens- en wereldbeeld. De plaats van de verhouding tot het goddelijke, waardoor de middeleeuwer gepreoccupeerd en gedetermineerd werd, wordt ingenomen door het netwerk van de tussenmenselijke betrekkingen. De mysterie- en mirakelspelen maken plaats voor het drama, waarin de mens fundamenteel medemens is. De dramatische thematiek behoort tot de sfeer van het 'tussen': het conflict tussen passie en plicht, tussen individu en samenleving, tussen man en vrouw, tussen ouder en kind. De mens wordt gedefinieerd vanuit zijn mogelijkheid tot vrijheid, gebondenheid, wil en keuze. Szondi noemt 'de act van het besluiten' (der Akt des Sich-Entschliessens) de plaats van de dramatische verwerkelijking bij uitstek. In die handeling worden individu en omgeving op elkaar betrokken. Alles wat buiten die act valt, valt buiten het drama. De dialoog wordt het centrale expressiemiddel van het drama van het tussenmenselijke. Het drama is een absolute, gesloten vorm, die zowel de auteur als de toeschouwer buitensluit, volledig gericht op het creëren van een fictieve kosmos. Het drama is niet enkel een esthetisch model. Het heeft ook kennistheoretische en sociale implicaties: de objectieve betekenis van de held, van het individu, de mogelijkheid om de menselijke realiteit af te beelden, te representeren in de toneeldialoog; de relevantie van het individuele handeling in de samenleving.
Op het einde van de negentiende eeuw doet zich een crisis voor in het drama: de stukken van Ibsen, Tsjechov, Strindberg, Maurice Maeterlinck en Hauptmann problematiseren de centrale categorieën van het drama (de tegenwoordigheid van het gebeuren, het tussenmenselijke en de handeling): de stukken van Ibsen gaan over het verleden, Strindbergs stukken analyseren het innerlijke leven van de mens en Maeterlinck experimenteert met de dramatische mogelijkheden van het niet-gebeuren. Er wordt op verschillende manier gereageerd op deze crisis. Het naturalisme, het conversatiestuk, de eenakters en het existentialisme beschouwt Szondi als pogingen om het drama te redden. Maar de oplossing van de dramatische crisis ligt voor hem in een radicale toewending naar het epische, een categorie die niet alleen door Brecht, maar ook Piscator, Pirandello en O'Neill omvat. Later beschouwt Szondi ook het lyrische drama als een mogelijke reactie. Voor Lehmann zijn dit echter niet meer dan momenten binnen een breder ontwikkelingsproces dat theater en drama steeds verder van elkaar vervreemd en verwijderd heeft. Naast de 'dramatische oplossingen' die Szondi beschrijft, ontwikkelt zich namelijk een theater dat helemaal niet meer steunt op drama (of dat drama nu open of gesloten, episch of lyrisch,... is). Er bestaat theater zonder drama. Dat is ook Lehmanns kritiek op Brecht. Ondanks hun niet-aristotelisch dramaturgie blijven Brecht en zijn talrijke navolgers 'gevangenen' van het dramatische paradigma. Postdramatisch is in die zin ook postbrechtiaans. In het geval van theatergeschriften van Barthes, die erg onder de indruk kwam van Brechts ensceneringen bij het Berliner Ensemble, wijst Lehmann erop dat Barthes omwille van zijn brechtiaanse concentratie op de rationele transparantie, de afstand tussen het teken en het betekende, tussen signifiant en signifié wel blind moest blijven voor de theaterontwikkeling die liep van Artaud over Grotowski en The Living Theatre tot Robert Wilson. En het is precies die lijn die voor Lehmann essentieel is om het postdramatische theater te omschrijven.

## Kenmerken
| Klassieke dramatische esthetiek                                                                      | Postdramatische esthetiek                                                                       |
| --- | ----------------------------------------------------------------------------------------------- |
| Eenheid van handeling                                                                                | Veelheid van handeling                                                                          |
| Lineair successief                                                                                   | Complexe en onlogische verbinding van tekens (wel clusters, maar niet lineair)                  |
| Causaal en logisch                                                                                   | Geen causaliteit, geen motivatie                                                                |
| Teleologisch principe (doelgericht)                                                                  | Teleologisch principe ontbreekt                                                                 |
| Coördinaten van tijd en ruimte                                                                       | Ordinaten (toeschouwer verliest zich door middel van te veel of te weinig coördinaten)          |
| Betekenis wordt via de tekst gecommuniceerd (tekst staat het hoogst in de hiërarchie van de tekens)  | Tekst en dialoog zijn ontoereikend om alles te vatten                                           |
| Principes van overzichtelijkheid en begrijpelijkheid                                                 |                                                                                                 |
| Psychologisch gemotiveerde personages                                                                |                                                                                                 |
| Cognitieve herkenning en identificatie van de toeschouwer (via juiste dosering en inlevend vermogen) | Zintuiglijke ervaring (cognitieve herkenning maakt plaats voor een estehtiek van intensiteiten) |